# شهرستان بعبدا
شهرستان بعبدا (به عربی: قضاء بعبدا) یک سکونتگاه مسکونی در لبنان است که در استان جبل لبنان واقع شده‌است.

## خصوصیات
شهرستان بعبدا ۱۹۴ کیلومترمربع مساحت و ۵۰۰٬۰۰۰ نفر جمعیت دارد.